# نيفيريندينغ نايتمير
نيفيريندينغ نايتمير (بالإنجليزية: Neverending Nightmares)‏ لعبة فيديو من تطوير إنفينيتاب غيميز. ومن نوع رعب البقاء مستوحى من صراعات مصمم اللعبة مات غلغنباتش مع اضطراب الوسواسي القهري والاضطراب الاكتئابي.